# Bildläsare

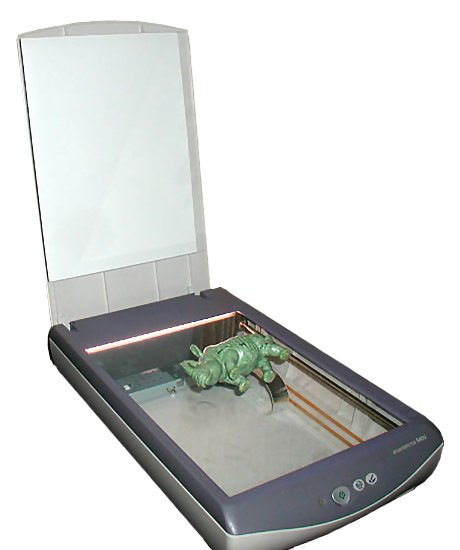
En flatbäddsskanner.

En bildläsare eller skanner (även scanner förekommer men rekommenderas inte i SAOL) är en maskin som läser av ett fysiskt föremål, vanligen en bild på papper, och skapar en digital bild av det. Det kallas att läsa in eller skanna. Den digitala bilden kan granskas och bearbetas i en dator. Själva bildläsaren gör en rasterbild, men det finns program för vektorisering eller optisk teckeninläsning av bilden. Skannern uppfanns av Russell Kirsch 1957.
Det finns olika modeller av bildläsare. Två vanliga typer är flatbäddsskanner och handskanner. En flatbäddsskanner påminner om en kopiator, där det som ska skannas läggs på en glasskiva. Fördelen med en flatbäddsskanner är att det går bra att skanna annat än bara vanliga pappersark. En handskanner är en handhållen skanner som man håller över eller för över det som man vill läsa in. Dessutom finns skannrar för diabilder eller fotonegativ, så kallad diaskanner eller negativskanner.
Under 2000-talet har multifunktionsskrivaren (en maskin som kombinerar exempelvis skrivare, bildläsare och kopiator), blivit en vanlig ersättare till den fristående bildläsaren, åtminstone i hemmet.